# فاطمة الزهراء بن عمر
فاطمة الزهراء بن عمر من مواليد 1983 في الرباط، ناشطة مغربية في مجال حقوق المرأة. انتقلت إلى فرنسا عام 2001 لتكمل دراستها هناك. منذ عام 2009، كانت ناشطة في جمعية أوسي لو فيمينيزم، وهي عضوة في مجلس الإدارة، ومسؤولة عن قضايا المساواة المهنية. بعد مشاركتها في الحملة الرئاسية لعام 2012 لجان لوك ميلينشون، تركت حزب اليسار وشاركت في تأسيس الجمعية النسوية لي زيفخونتي إيس.

## السيرة الذاتية
نشأت فاطمة الزهراء بن عمر في أسرة من الطبقة الوسطى. والدها أستاذ الفلسفة. تخرجت في الفنون الجميلة، وأصبحت مهتمة بالثقافة الفرنسية من خلال حضورها المركز الثقافي الفرنسي.
في عام 2001، انتقلت إلى فرنسا في سن السابعة عشرة. درست في مجال السينما في جامعة باريس ديدرو. ثم انضمت إلى الاتحاد الوطني لطلاب فرنسا وشاركت في الحركة ضد عقد العمل الأول. عاملة ومصممة جرافيك ومحررة، وجدت نفسها بدون تصريح إقامة عام 2011، لأنها لم تصدر لهذه الفئة من العمال. حصلت على تسوية في أغسطس 2012، ثم وجدت وظيفة في سبتمبر من نفس العام.

## النشاط والقناعات السياسية
في عام 2009 ، انخرطت في النضال النسوي من خلال الانضمام إلى جمعية أوسي لو فيمينيزم، التي تم انتخابها منها في عام 2010 للمكتب الوطني.
خلال الحملة الرئاسية لعام 2012 ، قامت بحملة جنبًا إلى جنب مع جان لوك ميلونشون كمسؤولة عن القضايا المتعلقة بحقوق المرأة. ولكن بسبب «مشاكل الديمقراطية الداخلية وعمل الحزب» قررت ترك حزب اليسار.
في عام 2012 ، شاركت في تأسيس الجمعية النسوية لي زيفخونتي إيس لمكافحة التحيز الجنسي وسياسات التقشف التي تعاقب حقوق المرأة.
في مارس 2017 ، تم تصنيف الجمعية من قبل المجلة النسائية إيل كأكثر الوجوه النسوية الجديدة شهرة.